# Stylidium montanum
Stylidium montanum är en tvåhjärtbladig växtart som beskrevs av Raulings och Ladiges. Stylidium montanum ingår i släktet Stylidium och familjen Stylidiaceae. Inga underarter finns listade i Catalogue of Life.